# Jardres
Jardres település Franciaországban, Vienne megyében. Lakosainak száma 1250 fő (2022. január 1.). Jardres Bonnes, Chauvigny, Lavoux, Pouillé és Saint-Julien-l’Ars községekkel határos.

## Népesség
A település népességének változása:
| Lakosok száma | 1253 | 1257 | 1286 | 1273 | 1278 | 1279 | 1269 | 1260 | 1250 |
|               | 2013 | 2015 | 2016 | 2017 | 2018 | 2019 | 2020 | 2021 | 2022 |